# Nono, het zigzag kind
Pour plus de détails, voir Fiche technique et Distribution.
Nono, het zigzag kind est un film d'aventure néerlando-belge coécrit et réalisé par Vincent Bal, sorti en 2012.

## Fiche technique
- Titre original : Nono, het zigzag kind
- Titre anglais : The Zigzag Kid
- Titre français :
- Titre québécois :
- Réalisation : Vincent Bal
- Scénario : Vincent Bal et Jon Gilbert d'après L'Enfant zigzag de David Grossman
- Direction artistique : Vincent de Pater
- Décors : Elsa Oskam
- Costumes :
- Photographie : Walther van den Ende
- Son : Herman Pieëte
- Montage : Peter Alderliesten
- Musique : Thomas de Prins
- Production : Burny Bos et Els Vandevorst
- Société(s) de production : Bos Bros. Film & TV Productions et N279 Entertainment
- Société(s) de distribution :  Benelux Film Distribution
- Budget :
- Pays d'origine : 
  -  Pays-Bas
  -  Belgique
- Langue originale : Néerlandais
- Format : couleur - 35 mm - 2.35:1 - son Dolby numérique
- Genre : Film d'aventures
- Durée : 90 minutes
- Dates de sortie :
  - Canada : 9 septembre 2012 (Festival international du film de Toronto)
  - Pays-Bas : 3 octobre 2012

## Distribution
- Isabella Rossellini : Lola Ciperola
- Camille De Pazzis : Zohara
- Burghart Klaussner : Felix Glick
- Fedja van Huêt : Jacob
- Thomas Simon : Nono
- Raphaël Charlier